# منطقة الشيخ بدر
منطقة الشيخ بدر منطقة سورية إدارية تتبع محافظة طرطوس ومركزها مدينة الشيخ بدر، بلغ تعداد سكان المنطقة 52,981 نسمة حسب التعداد السكاني لعام 2004.

## نواحي منطقة الشيخ بدر
- ناحية مركز الشيخ بدر
- ناحية برمانة المشايخ
- ناحية القمصية